# Anurogryllus
Anurogryllus  (лат.) — род сверчков (Gryllidae). Северная Америка. Светло-коричневого цвета сверчки с коротким почти незаметным яйцекладом. Оцеллии расположены в поперечном ряду. Для откладки яиц самки роют норки из нескольких камер
. Демонстрируют субсоциальное поведение. Самка вида Anurogryllus muticus, кроме охраны отложенных ею яиц, ещё и регулярно приносит молодым личинкам пищу, а также кормит их мелкими и бесплодными кормовыми яйцами. Повзрослевшие личинки старших возрастов в дальнейшем покидают гнездо и живут отдельно от матери.

## Виды
Согласно Orthoptera Species в род входят следующие виды:
- Anurogryllus abortivus (Saussure, 1874)
- Anurogryllus amolgos Otte & Perez-Gelabert, 2009
- Anurogryllus annae Otte & Perez-Gelabert, 2009
- Anurogryllus antillarum (Saussure, 1874)
- Anurogryllus arboreus Walker, 1973[5]
- Anurogryllus beebei Otte & Perez-Gelabert, 2009
- Anurogryllus brevicaudatus Saussure, 1877
- Anurogryllus celerinictus Walker, 1973[5]
- Anurogryllus cubensis (Rehn, 1937)
- Anurogryllus ecphylos Otte, 2006
- Anurogryllus ellops Otte & Perez-Gelabert, 2009
- Anurogryllus forcipatus (Saussure, 1897)
- Anurogryllus fulvaster (Chopard, 1956)
- Anurogryllus fuscus Caudell, 1913
- Anurogryllus gnomus Otte & Perez-Gelabert, 2009
- Anurogryllus hierroi Otte & Perez-Gelabert, 2009
- Anurogryllus matheticos Otte, 2006
- Anurogryllus muticus (De Geer, 1773)
- Anurogryllus nerthus Otte & Perez-Gelabert, 2009
- Anurogryllus nigua Otte & Perez-Gelabert, 2009
- Anurogryllus nyctinomos Otte & Perez-Gelabert, 2009
- Anurogryllus toledopizai (de Mello, 1988)
- Anurogryllus toltecus (Saussure, 1874)
- Anurogryllus typhlos Otte & Peck, 1998
- Anurogryllus vanescens Otte & Perez-Gelabert, 2009
- Anurogryllus vibrans Otte & Perez-Gelabert, 2009